# Mega Mindy (stripreeks)
Mega Mindy is een Belgische vedettestrip gebaseerd op de gelijknamige televisieserie. De stripreeks werd getekend en geschreven door Charel Cambré.
Nadat de strip De Pfaffs verscheen, vroeg Studio 100 aan Cambré om de strip Spring te tekenen. Daarna waren er plannen voor een stripreeks gebaseerd op Mega Mindy waarop Studio 100 Cambré vroeg om deze stripreeks te maken.

## Inhoud
De strips gaan net als de televisieserie over een vrouwelijke agente genaamd Mieke Fonkel die in het geheim de superheldin Mega Mindy is.

## Albums
1. De bananenbende (2007)
2. Black Betty (2007)
3. De waterman (2008)
4. De gouden planeet (2008)
5. De spoken van Donderbus (2008)
6. De superplant (2009)